# Kizomba

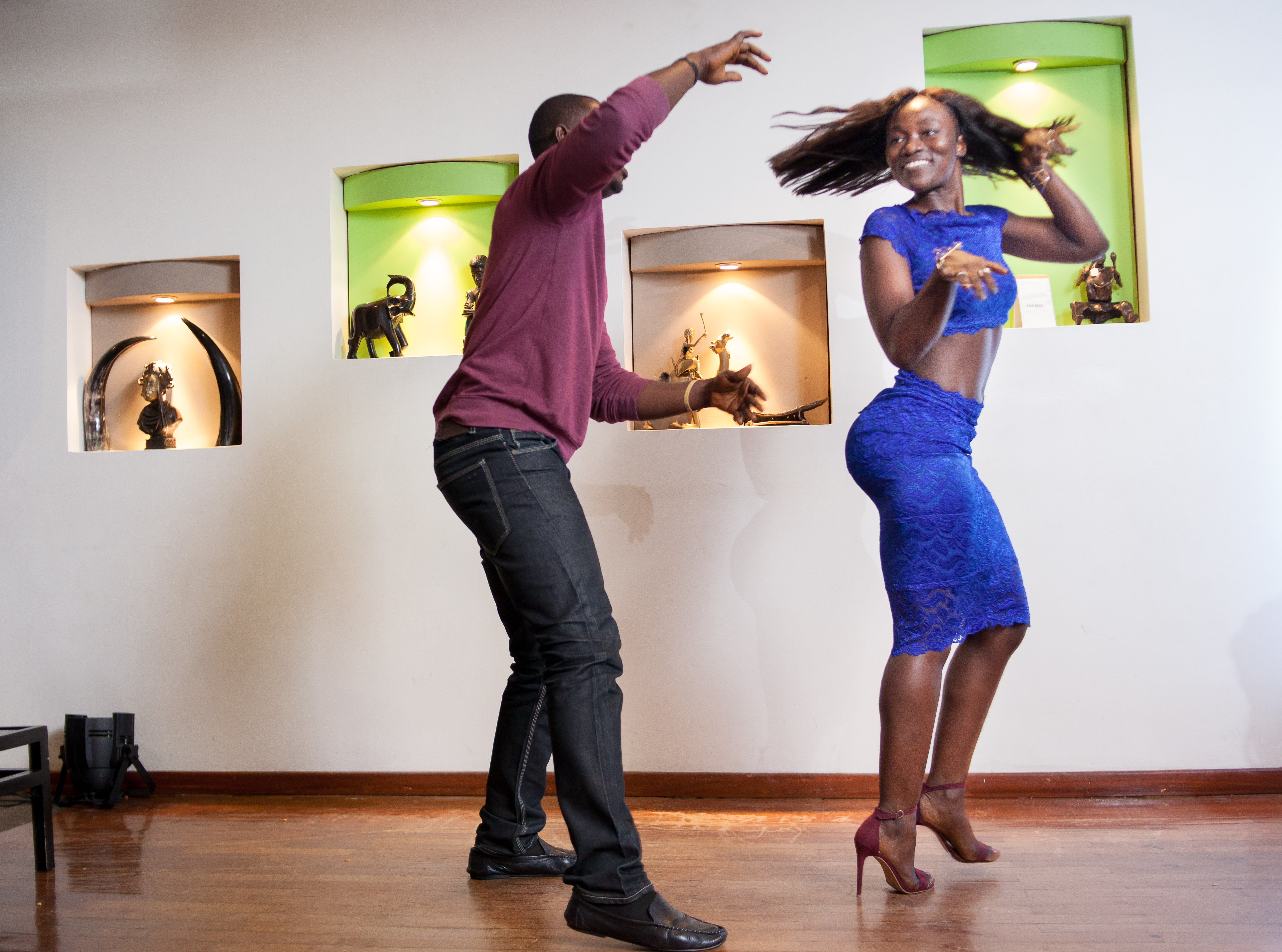
Kizomba

Kizomba – gatunek muzyki oraz styl tańca stworzony w Angoli, który zyskał popularność w Portugalii, a później na parkietach pozostałych krajów europejskich. W piosenkach, śpiewanych głównie w języku portugalskim, ale również w ostatnim czasie we francuskim i angielskim.
Kizomba narodziła się w Angoli pod koniec lat 70. XX wieku. Jest połączeniem semby (prekursora samby) wraz z muzyką zouk z Karaibów Francuskich. Widać też w niej wpływy z innych krajów portugalskojęzycznych.

## Muzyka
Delikatna, romantyczna nuta przeplata się z rytmami afrykańskimi. Składa się z fraz, w skład których wchodzi osiem bitów. Kizomba jest dość często uważana za rodzaj muzyki portugalskiej nie tylko ze względu na język, ale i jej popularność wśród Portugalczyków.
Kizomba portugalska różni się muzycznie od kizomby angolskiej, co wymaga od tancerzy dostosowania się do rytmu. Poza rytmem inne jest instrumentarium i tempo utworów.

## Taniec
Kizombę tańczy się w zmysłowy, delikatny sposób, w bliskim kontakcie między partnerami. Przez większość czasu występuje kontakt pomiędzy klatkami piersiowymi, a stopy całością stykają się z podłogą. W Europie częściej jest tańczona do muzyki z gatunku ghetto zouk charakteryzującej się mocniejszym elektronicznym bitem.
W Polsce zyskuje popularność obok bardziej znanych tańców socjalowych takich jak salsa i bachata. W większych miastach regularnie odbywają się kursy oraz imprezy dedykowane kizombie lub w połączeniu z wcześniej wspomnianymi gatunkami.